# Glorija Kotnik
Glorija Kotnik (Slovenj Gradec, 1º giugno 1989) è una snowboarder slovena.
Ha gareggiato alle Olimpiadi invernali del 2010 a Vancouver, dove è arrivata 27ª nello slalom gigante parallelo. In seguito si è qualificata per le Olimpiadi invernali del 2014 a Sochi, dove si è piazzata 24ª nello slalom gigante parallelo.
Nel 2022 ha vinto la medaglia di bronzo alle Olimpiadi di Pechino nello slalom gigante parallelo.

## Palmarès

### Olimpiadi
- 1 medaglia:
  - 1 bronzo (slalom gigante parallelo a Pechino 2022).